# Centrální dogma molekulární biologie

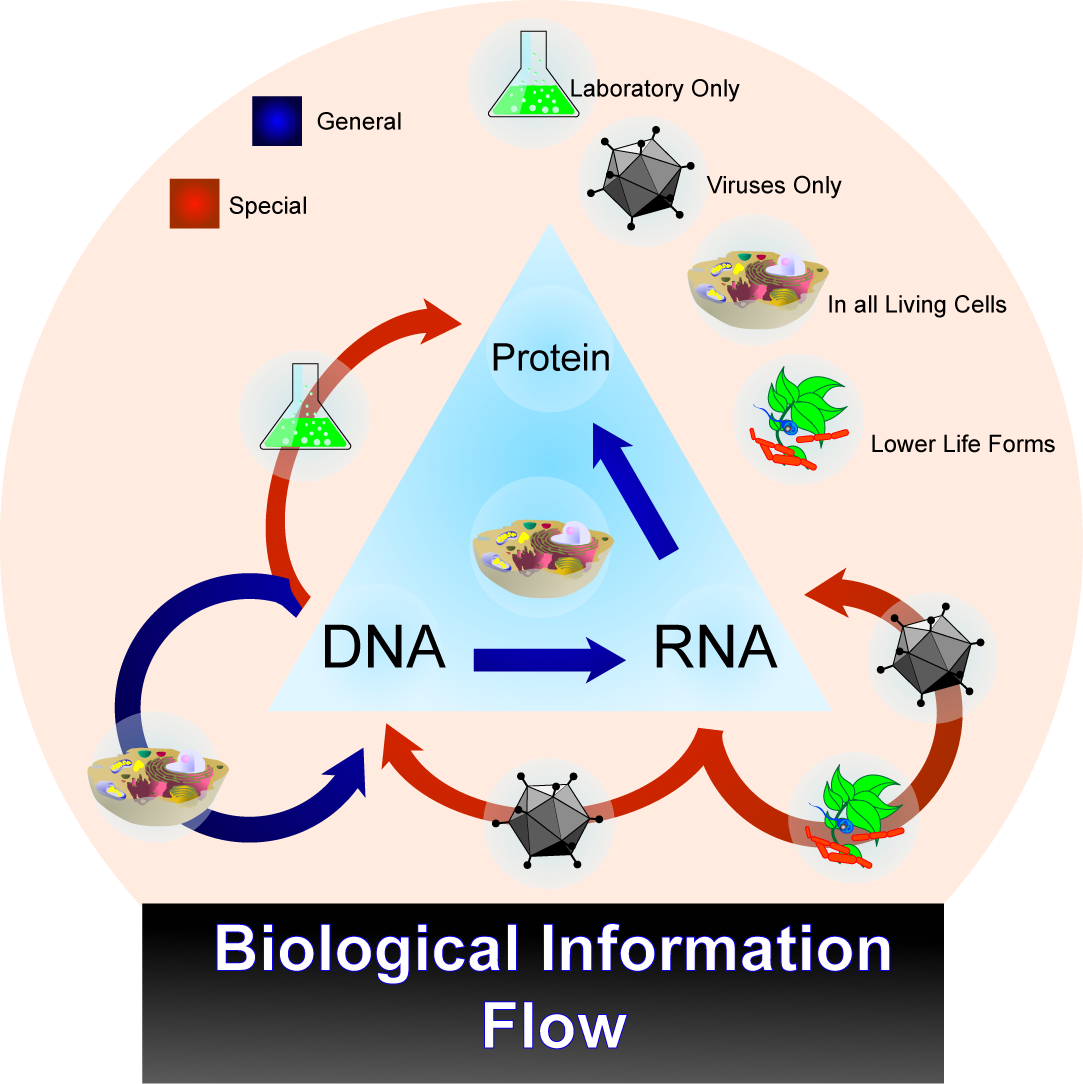
Pohyb biologické informace v organismech

Centrální dogma molekulární biologie popisuje cestu přenosu informace mezi biopolymery. V principu dovoluje přepis mezi nukleovými kyselinami a překlad z RNA do proteinů. To má za důsledek nemožnost toku informací z bílkovin do nukleových kyselin, a tedy zanášení změn v organismu zpět do genetické informace – tím je mj. popřen základní předpoklad teorie lamarckismu (dle níž se získané vlastnosti a dovednosti dědí).
Mezi tři hlavní zástupce biopolymerů, které nesou informace, patří DNA, RNA a bílkoviny. Mezi nimi existuje hypoteticky devět cest (3×3). Tři obvyklé (u všech buněk), tři speciální (jen ve zvláštních případech) a tři zatím neobjevené (pravděpodobně neexistují). Obvyklá cesta je replikace DNA, transkripce do RNA a translace z RNA do proteinů.
Samotný pojem „centrální dogma“ zavedl laureát Nobelovy ceny Francis Crick, avšak šlo o chybné pochopení toho, co slovo dogma znamená. Domníval se, že slovo dogma znamená něco zjevného, a nikoliv něco, co nelze zpochybnit.

## Zápis informací v biopolymerech
V živých organismech jsou informace zapsány v polymerech – složitých látkách vytvořených z opakujících se jednoduchých složek (monomerů). DNA, RNA i proteiny jsou lineární polymery, proto pořadí, ve kterém jsou monomery uspořádány, nese zpracovatelnou informaci.
Při přenosu z jedné informační úrovně do jiné je použito původní vlákno jako vzor pro výstavbu nového.
– primární struktura

## Přenos informací

### Obvyklý
- Replikace DNA – Pro přenos informace do další generace je nutné před každým buněčným dělením zdvojnásobit množství genetické informace v buňce. K tomu slouží pochod zvaný DNA replikace – vytváří se komplementární vlákno k původnímu. Proces je umožněn enzymy, které rozvolňují šroubovici (helikázy), enzymy, které přikládají jednotlivé báze (polymerázy), spojovací enzymy (ligázy) a další. Výsledkem jsou dvě identické dvoušroubovice DNA. Viz DNA.
- Transkripce – Jde o sestavení molekuly mRNA podle záznamu v DNA. Uplatňují se zde enzymy k rozplétání DNA a připojování bází k RNA. Výsledná RNA přenáší informaci z jádra do cytoplasmy.
- Translace – na ribozomech se překládá pořadí nukleových kyselin na RNA do primární struktury proteinů připojováním aminokyselinových zbytků. Překlad probíhá podle genetického kódu, který určuje párování triplet – tRNA.

### Vzácný
- Reverzní transkripce – retroviry dokáží svou RNA přepsat do DNA a začlenit ji do genomu hostitele. Této schopnosti se často využívá v biotechnologii, například při vytváření cDNA. Enzym toto umožňující se nazývá reverzní transkriptáza.
- Přepis RNA–RNA – některé RNA-viry dokáží přepisovat svou RNA do další RNA a tak se množit v buňce.
- Přímý přepis DNA–protein – pouze v laboratorních podmínkách (v systému in vitro) při použití antibiotik snižujících přesnost ribozomu.[2]

## Kritika centrálního dogmatu
- Epigenetika – epigenetické procesy jsou významní činitelé ovlivňující transkripci genů, jde o úpravu genetické informace pomocí enzymů, například jejich methylací.
- Priony – proteiny, které se vyskytují v několika různých konformacích. Některé formy dokáží ovlivnit protein v jiné formě, aby se sbalil stejně jako je jejich forma. Při tom však nedochází ke změně primární struktury, proto to není porušení centrálního dogmatu.